# Xã Chanarambie, Quận Murray, Minnesota
Xã Chanarambie (tiếng Anh: Chanarambie Township) là một xã thuộc quận Murray, tiểu bang Minnesota, Hoa Kỳ. Năm 2010, dân số của xã này là 206 người.